# Montrichard Val de Cher
Montrichard Val de Cher is een commune nouvelle in het Franse departement Loir-et-Cher in de regio Centre-Val de Loire. De gemeente telde 3.641 inwoners op 1 januari 2022.

## Geschiedenis
De gemeente is op 1 januari 2016 ontstaan is door de fusie vande toenmalige gemeenten Bourré en Montrichard. De gemeente geldt als hoofdplaats van het kanton Montrichard Val de Cher.
Montrichard Val de Cher maakte deel uit van het arrondissement Blois tot de gemeente op 1 januari 2017 werd overgeheveld naar het arrondissement Romorantin-Lanthenay.

## Geografie
De oppervlakte van Montrichard Val de Cher bedraagt 19,2 vierkante kilometer; Op 1 januari 2022 was de bevolkingsdichtheid 189,6 inwoners per km².

## Verkeer en vervoer
In de gemeente ligt spoorwegstation Montrichard.